# 触手

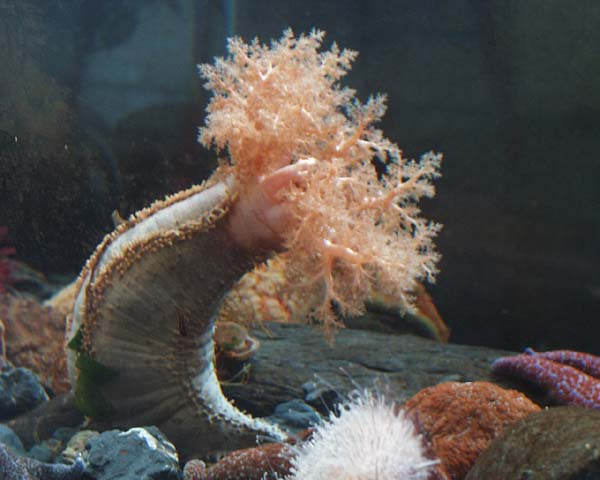
触手が発達した樹手目のナマコ、Cucumaria miniata

触手（しょくしゅ、英語: tentacle）とは、無脊椎動物の口の周囲に輪状に分布する伸縮や屈曲が可能な糸状あるいは紐状の小突起。感覚細胞が多く分布する表皮であり、分類群や種によって千差万別であるが、感覚器・防御器（刺胞などによる）・捕食器・呼吸器（コケムシ類などが該当）・固着器などの機能のいずれか複数を有する。

## 一般的性質
動物の頭や口の周辺から生える突起物を指す言葉である。ただし、細くて固く動かないものは髭と呼び、太くて固く動かないものは角と呼ばれる。触手と呼ばれるのは柔らかく動かすことができ、ものを探ったり引き寄せることができ、餌を取るのに使うものを指すことが多い。つまり、触（触れる）手（のようなもの）という意味である。
このような意味からすればナマズの髭は触手と呼べそうだが、実際には触手ということはない。恐らく、脊椎動物には元から手が（あるいはそれにあたるものが）あるため、手の代わりであるというニュアンスが適用されにくいのであろう。脊椎動物の器官で触手の名が適用されるのはアシナシイモリにあるものくらいである。
そういう意味で、比較的無脊椎動物に対して使われることが多い。なお、英語のtentacleは食虫植物の粘毛に対しても使用されるが、日本語ではそのような使われ方はしない。
上記のように触手というのは対象が比較的あいまいであり、用途に基づく名前であるので、そう呼ばれるものは分類群によって性質も働きも異なっている。以下に代表的な例を記す。

## 軟体動物の場合

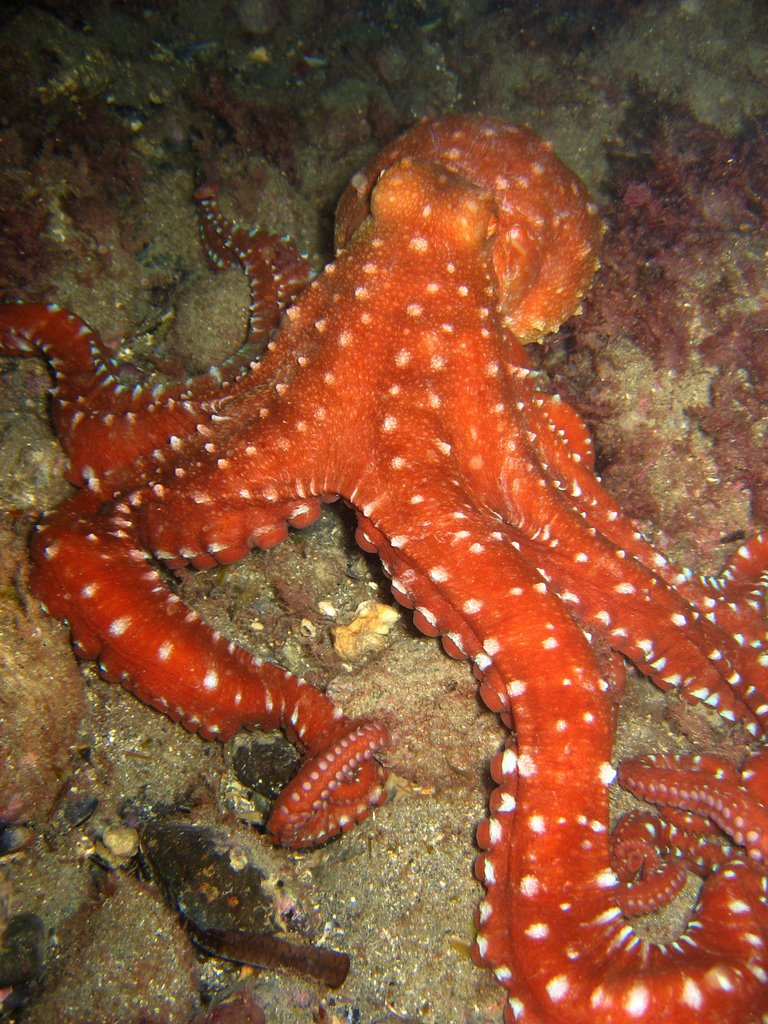
タコの触手

軟体動物において、頭足類のタコやイカの腕と言われるものは、触手の代表的な例である。ただし、学術書でも、触手と呼ばず、腕と呼ぶ場合もある。口の周辺に円形に八本の触手が並ぶ。それぞれの裏面には吸盤や鉤が備わり、獲物を保持するのに適している。イカには、他に二本の触手様の器官があり、さらに長く伸ばすことができる。これは普通、触手と言わず、触腕（しょくわん）という。なお、オウムガイでは触手は数十本ある。
これらの触手は筋肉に富み、巻き付いたり引っ張ったりすることができる。また、雄の触手の一本は雌の体内に精包を受け渡すために特殊な形となる。種によっては雌の体内にその触手を切り離して残すので、雌を解剖してそれを見つけた研究者が寄生虫と判断し、記載したことがある。

## 棘皮動物
棘皮動物においては体内に配置する水管系から体外に伸びる管足があり、ナマコ類では口の周りのものが特に発達して触手となっている。主として運動と摂食に用いられる。

## 刺胞動物の場合

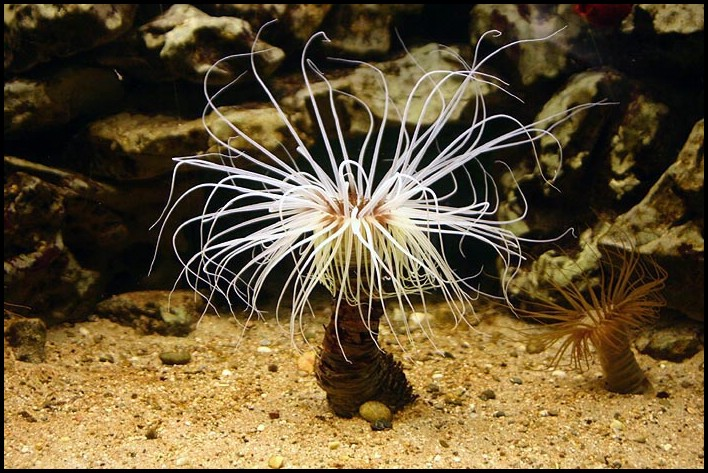
ハナギンチャクの触手

刺胞動物は、その名の由来である刺胞を触手に持ち、それを使って小動物に毒を注入し、餌とする。刺胞動物の体の形は、大きく分けて二つあり、一つは定着性のポリプで、イソギンチャクなどがこれに当たる。もう一つは浮遊性のクラゲである。
どちらの場合も、触手は口の回りに円形に配置する。ポリプの場合、体は円筒形で、口は上を向き、触手は中央に口が位置する円盤の周辺に並ぶ。クラゲの場合、体の形は傘状で、傘の柄に当たる部分に口がある。触手は傘の縁に当たる部分に並んでいる。小動物に触手が触れると、刺胞によって毒を注入し、動かなくなった小動物を、ゆっくりと触手を曲げて口に運び、飲み込む。
刺胞動物は、体の構造に基本的な対称軸があり、クラゲ類は4、ポリプの場合、6か8である。消化管のひだや、生殖巣などがその数に合わせた形で存在し、触手の数もそれに連動している。
なお、かつて刺胞動物とともに腔腸動物として扱われた有櫛動物では触手は体の側面から一対出て、櫛状である。

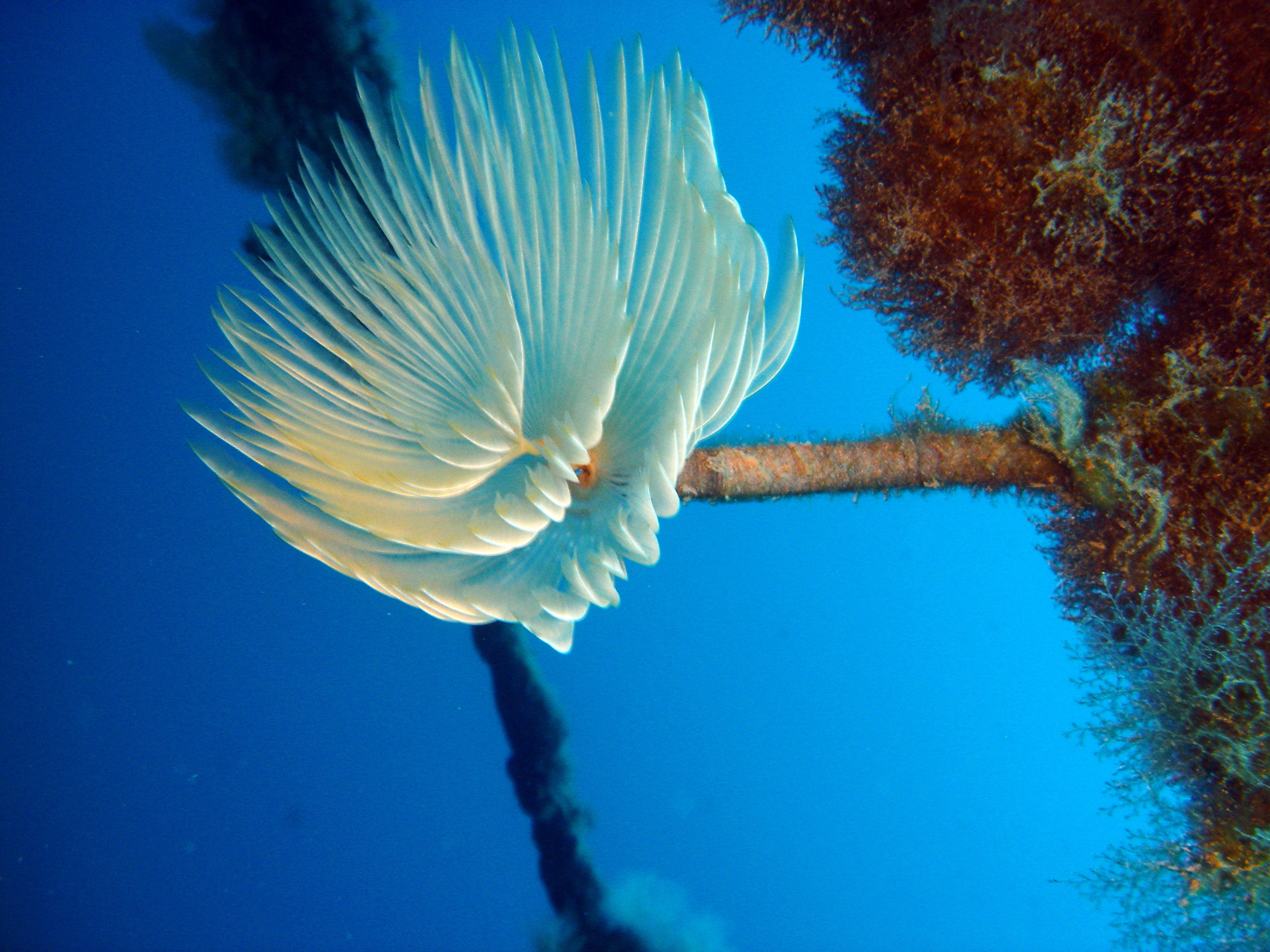
ケヤリムシの1種

## 環形動物の場合
環形動物では、多毛類のゴカイ類の頭部には、前方に向けて1対、横方向に数対の触手がある。触角的な意味が大きいので感触手ともいう。この触手がよく発達して、長く伸び、微粒子などの餌を集めるようになったものもある。また、カンザシゴカイやケヤリムシなど、固着性のものでは、触手がよく発達して花のように広がり、水中の微粒子をこし取って食べるようになっている。
ヒゲムシ・ハオリムシを含むシボグリヌム科（以前は有鬚動物と呼ばれた）はいずれも細い管のような巣に潜み、虫体は非常に細長い。頭に1〜多数の触手を持つ。消化管はない。

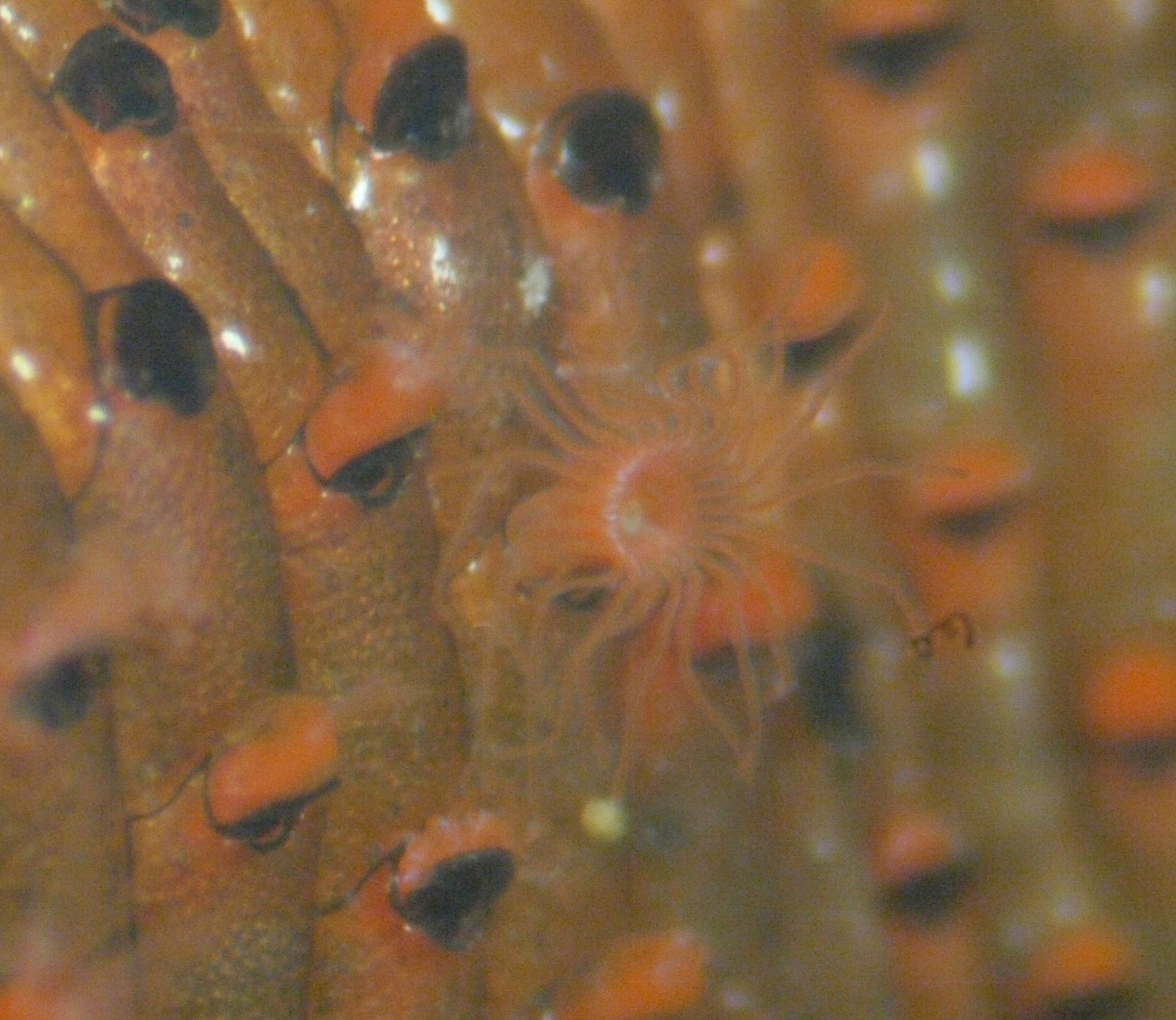
コケムシの1種・チゴケムシ

## 触手動物
かつて触手動物門という門が認められていたことがある。ホウキムシ、腕足類、コケムシを含む群で、現在では、この3つはそれぞれ独立した群（箒虫動物門、腕足動物門、外肛動物門）と見なすことが多い。これらの動物では、口の周辺に円形又はU字型に触手が配列する。触手は細長い棒状で、曲げて動かすことは少なく、表面には繊毛が並んでいて、水中の微粒子などを口に運ぶ。同様な仕組みは内肛動物にも見られる。このような構造は、現在では、むしろ触手の配列全体をまとめて触手冠（しょくしゅかん）と呼ぶことが多い。

## 文化
触手は恐怖と嫌悪の対象でもある。ヨーロッパの中でも歴史的に古代ギリシア・ローマの影響力が強い地中海世界に属してこなかった地域では、古来、蛸（たこ）が悪魔の魚と怖れられて様々な物語で語られてきた。そこで描写されるのは、主として巻き付け、締め付ける触手と、そこに並ぶ無数の吸盤である。
また、蛸や烏賊（いか）の触手は、その柔らでしなやかに動き、絡みつき、吸い付く様から好色な連想を誘う面がある。日本では葛飾北斎が女体にタコを配した絵を描いているのが有名であるが、古代ギリシア・ローマでは蛸の卑猥さが論じられた。また、蛸自身が互いにしがみつきあい、絡まり合って交尾するとの記述がアリストテレスなどにも見られるが、これは事実無根の創作であり、やはり卑猥な印象によるものと考えられる。
SFでは、触手をもつ伝説上の怪物や宇宙生物、ミュータントなどがしばしば出現する。
日本では、SFホラー映画『遊星からの物体X』が1982年（昭和57年）に公開されて以降、前田俊夫などの漫画、菊地秀行などの小説、『SF新世紀レンズマン』『SF・超次元伝説ラル』などのアニメ、そしてアダルトゲームにも触手描写が採り入れられ、表現として定番化していった。また、成人向けのコンピュータゲームや特撮作品などでは触手責めという概念が派生し、一ジャンルを築いた。

## 転義
日常的日本語としては、他に働きかけようとする手を、比喩表現で「触手」という。
用例として、梶井基次郎が1927年（昭和2年）に著した短編小説『冬の日』の一文、「向日性を持った、もやしのやうに蒼白い堯の触手は、不知不識しらずしらずその灰色した木造家屋の方へ伸びて行って、其処に滲み込んだ不思議な影の痕を撫でるのであった。」を挙げる。
また、「触手を伸ばす」は、1.「欲しいものを得ようとして働きかける」、2.「（良くない意味で）自分のものにしようとして近づく」、3.「野心をもって対象物に徐々に働きかける」などの意で用いられる。1の用例を挙げるなら「パステルに触手を伸ばしたことが画伯のご成功のきっかけになったわけです。」。2の用例であれば「助川Pが芸能事務所Yの例の娘に触手を伸ばしてるってマジですか。」。